# 米凱拉·恩格爾
米凱拉·恩格爾（丹麥語：Mikaela Engell；1956年—），是一名丹麥與格陵蘭政治人物與經濟學家，現任丹麥格陵蘭高級專員，亦為丹麥格陵蘭文化基金會的當然成員。此前，她曾在丹麥外交部任職常務秘書及顧問。

## 荣誉

### 丹麦勋章奖章
- 丹麦国旗一等骑士勋章（2017年1月1日[2]）